# 小報 (奧地利)
《小报》(德語：Kleine Zeitung，德語發音：[ˈklaɪnə ˈtsaɪtʊŋ])是一家位于奥地利格拉茨和克拉根福的报纸，是该国最大的区域性报纸，报道施蒂利亚州、克恩顿州、东蒂罗尔的动态，有约80万读者。

## 简介
《小报》于1904年由奥地利天主教新闻协会（Katholischer Preßverein）创立。该报纸归施蒂里亚媒体集团（Styria Media Group）所有，该集团还拥有日报《新闻报》。